# Festival international du film de Tokyo
Pour les articles homonymes, voir TIFF.
Le Festival international du film de Tokyo (en japonais : 東京国際映画祭, Tōkyō kokusai eiga-sai, en anglais : Tokyo International Film Festival, acronyme : TIFF） est un festival cinématographique qui a lieu tous les ans au mois d'octobre à Tōkyō. Il a été créé en 1985. Bien que ce festival soit reconnu par la FIAPF, il vise principalement des films qui ne sont pas présents dans les festivals généralistes.
Le festival est devenu l'un des plus importants en Asie avec le Festival international du film de Hong Kong et le Festival international du film de Busan.

## Historique

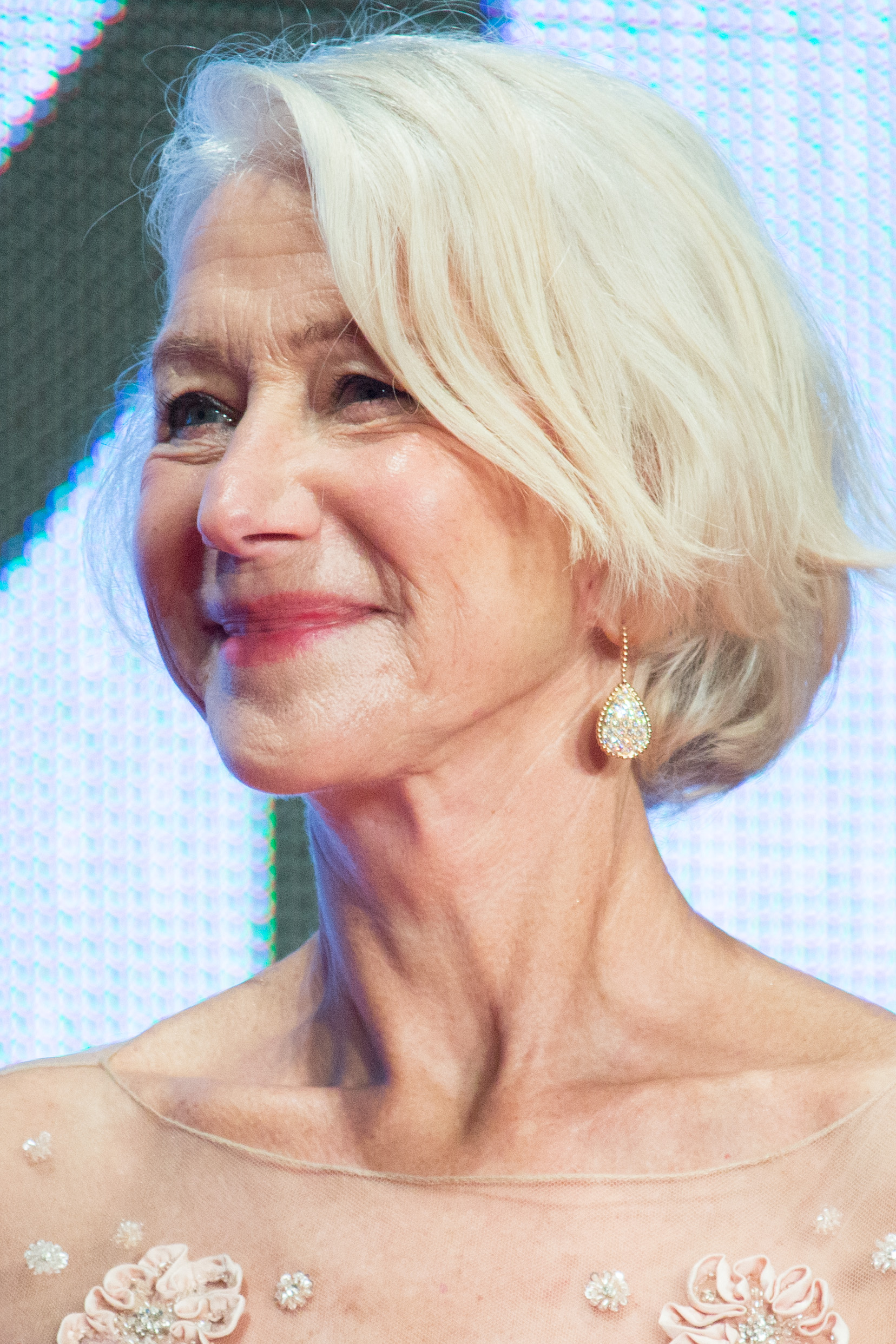
Helen Mirren lors de l'édition 2015.
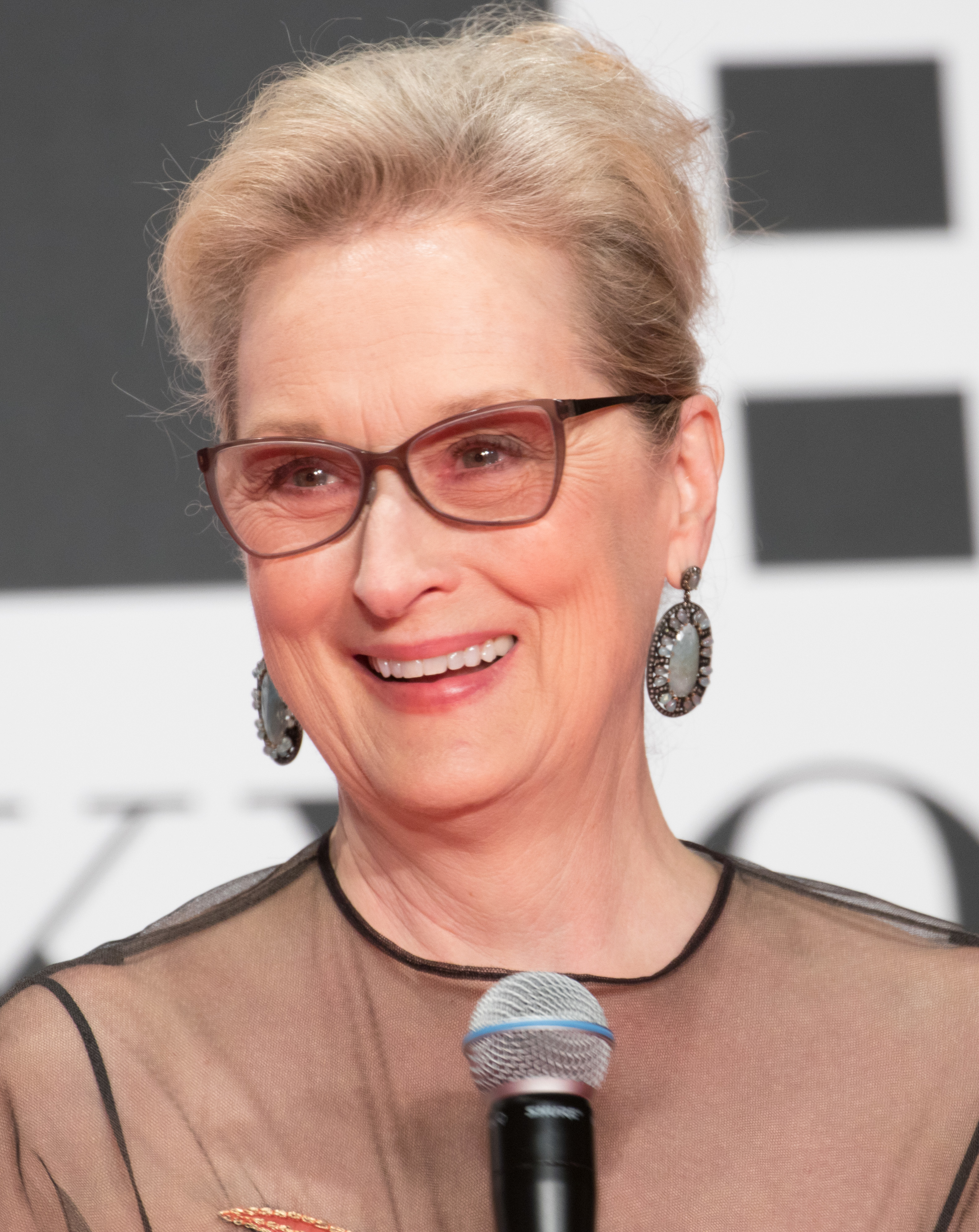
Meryl Streep lors de la conférence de presse du film d'ouverture 2016.

L'Association japonaise de promotion internationale du cinéma (UniJapan), organisateur du festival, dispose d'une autorisation de la FIAPF pour un festival cinématographique avec compétition (Competitive Feature Film Festivals). En 2007, le budget du festival s'élevait à 1,3 milliard de yens.
À l'origine, en 1985, ce festival, qui avait lieu principalement dans les salles de cinéma de Shibuya, était bisannuel avant de passer à un rythme annuel à partir de 1989. En 1994, pour célébrer le 1200e anniversaire de la fondation de Heian (Kyōto), le festival, baptisé pour l'occasion « 7e Festival international du film de Tōkyō - Grande rencontre de Kyōto », se déroula justement à Kyōto.
En commençant par les productions majeures, celles en compétition pour le Tokyo Sakura Grand Prix, avec celles médiatiques et hautement divertissantes rassemblées dans les Projections spéciales, les merveilles du cinéma asiatique des Winds of Asia  ou encore les productions de la catégorie Cinéma japonais - Un certain regard, ce ne sont pas moins d'une trentaine de films qui sont projetés durant ce festival.
En 2007, pour sa 20e édition, le festival se parait des couleurs du nouveau Japan International Contents Festival (CoFesta), lancé la même année sous l'impulsion du ministère japonais des Finances.
En 2008, pour la 21e édition, Coca-cola Japon et Teijin Limited (compagnie spécialisée dans les fibres textiles) ont fourni pour la cérémonie d'ouverture du festival un tapis écologique entièrement réalisé à partir de fibres issues du recyclage de bouteilles en plastique.
En 2007, Tsuguhiko Kadokawa (角川 歴彦, Kadokawa Tsuguhiko), dirigeant du groupe Kadokawa Corporation, spécialisé dans l'édition, s'est retiré de la direction du festival. Il a été remplacé à ce poste, à partir de l'édition 2008, par le producteur Tetsuya "Tom" Yoda (依田 巽, Yoda Tetsuya).
Le 8 mars 2021, le festival signe la Charte pour la parité et la diversité dans les festivals de cinéma du Collectif 50/50.
À l'heure actuelle, le festival se déroule principalement dans les quartiers de Roppongi (notamment au multiplexe cinématographique du groupe Toho) et de Shibuya (au Bunkamura, un vaste complexe culturel). Des projections ont également lieu dans d'autres parties de la capitale en collaboration avec différentes salles de cinéma et lieux d'exposition.

## Composition des jurys officiels (longs métrages)

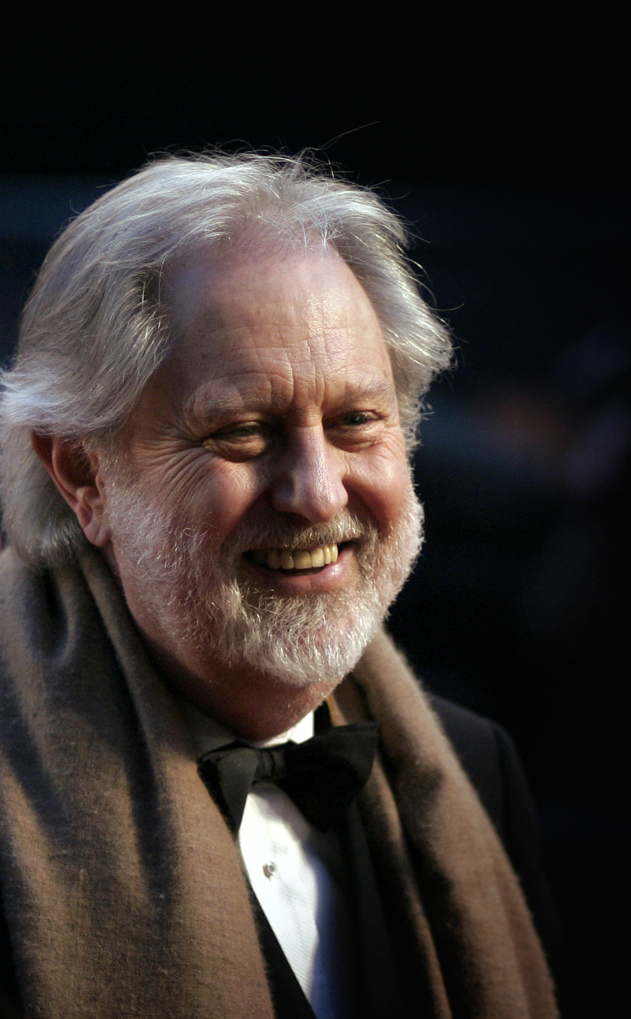
David Puttnam, 1er président du Festival en 1985
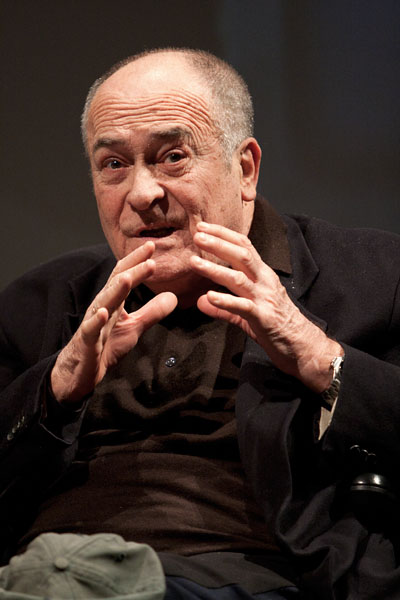
Bernardo Bertolucci membre du jury 1985
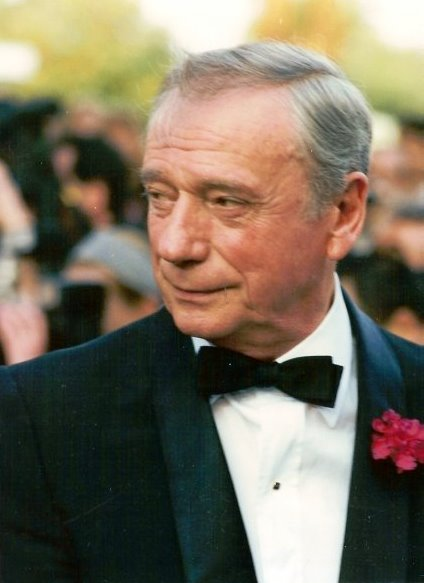
Yves Montand, président du jury 1989
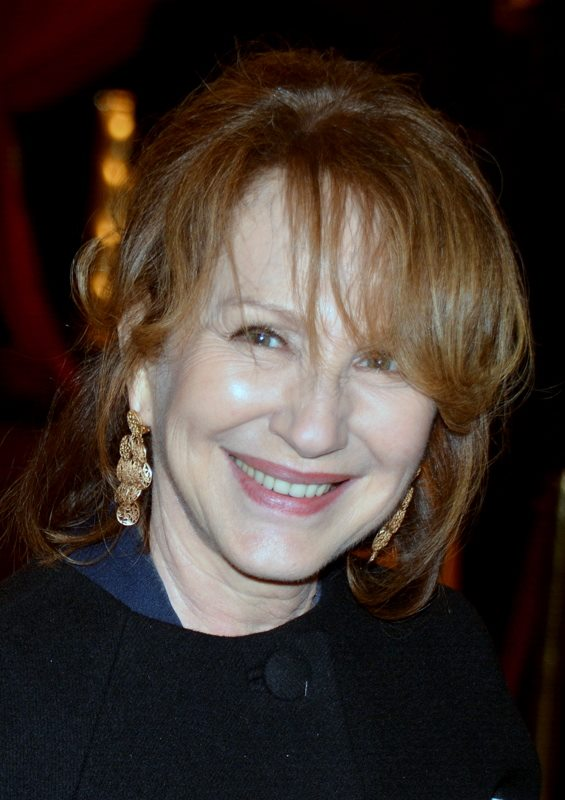
Nathalie Baye, membre du jury en 1991
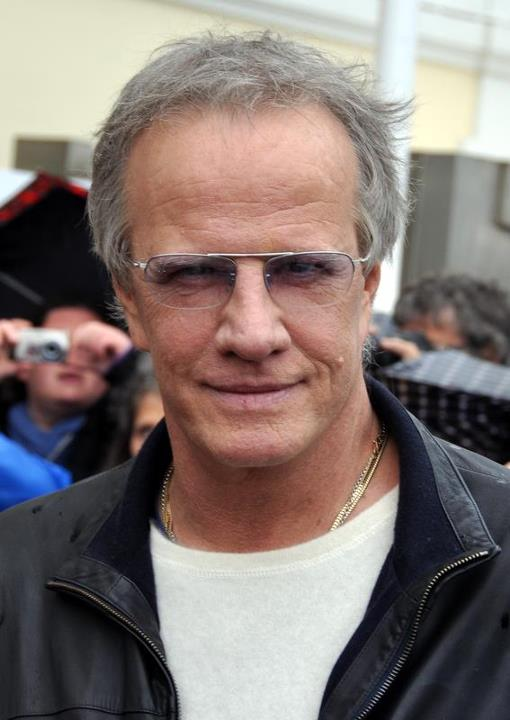
Christopher Lambert, membre du jury 1992
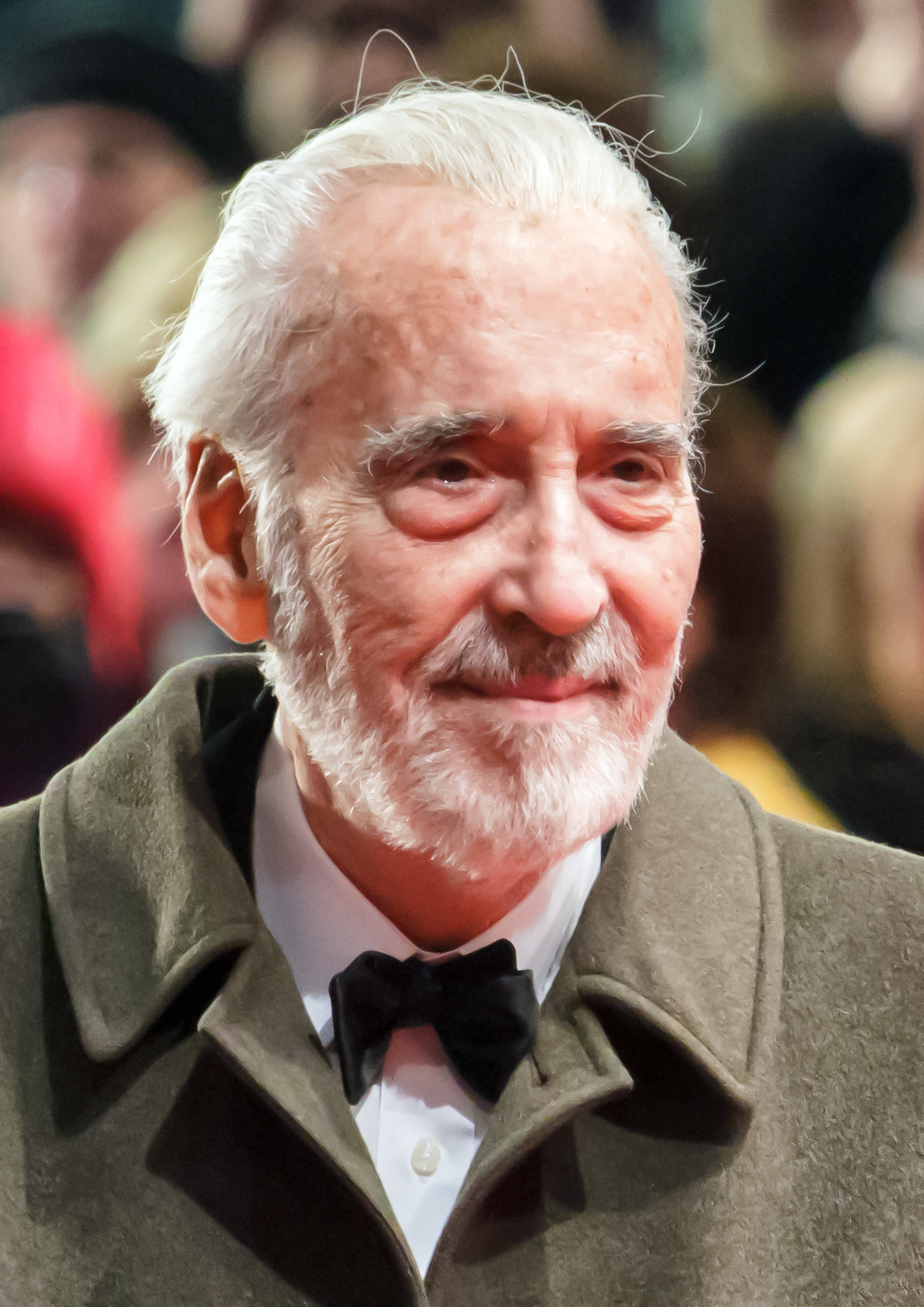
Christopher Lee, membre du jury en 1992
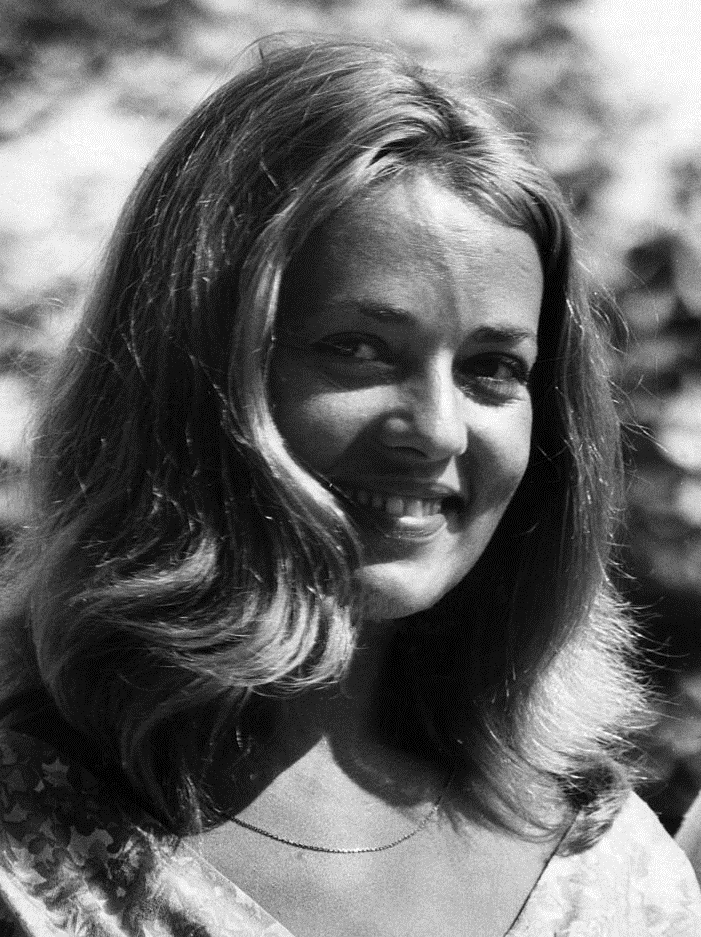
Jeanne Moreau, membre du jury en 1994
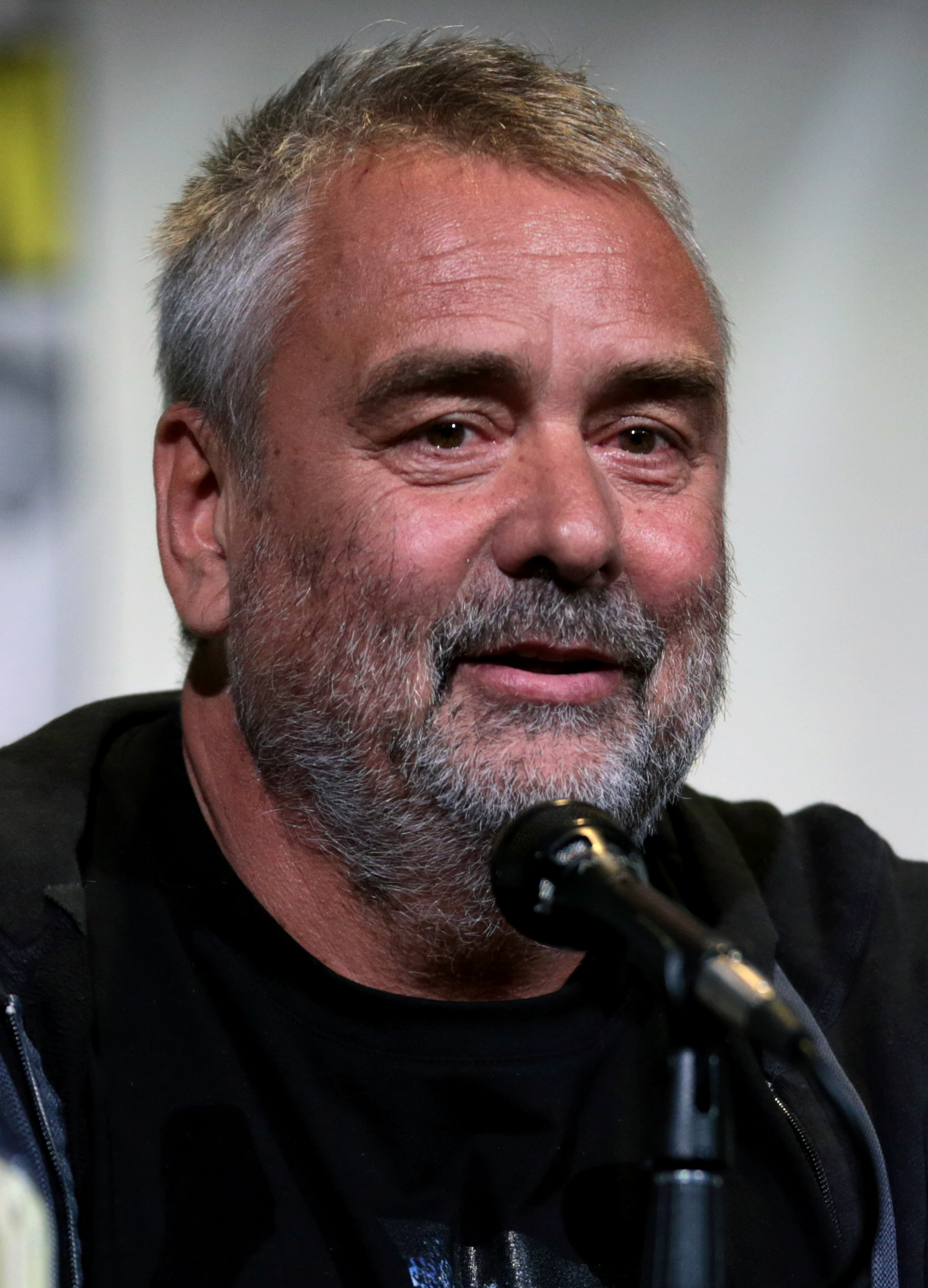
Luc Besson, président du jury 2002
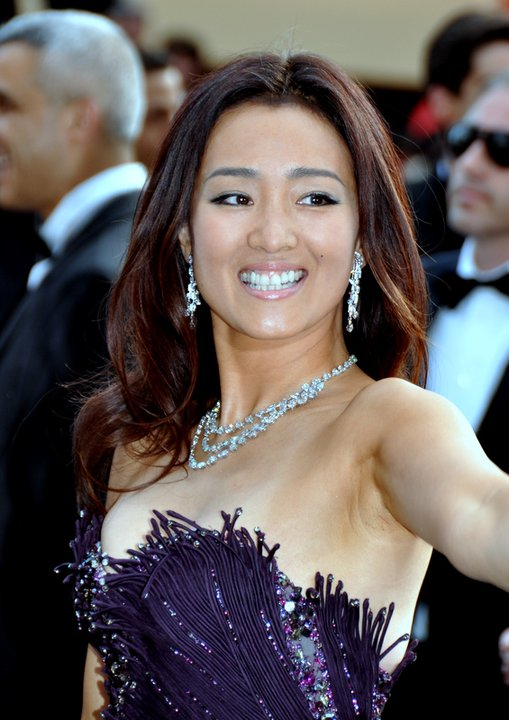
Gong Li, présidente du jury 2003
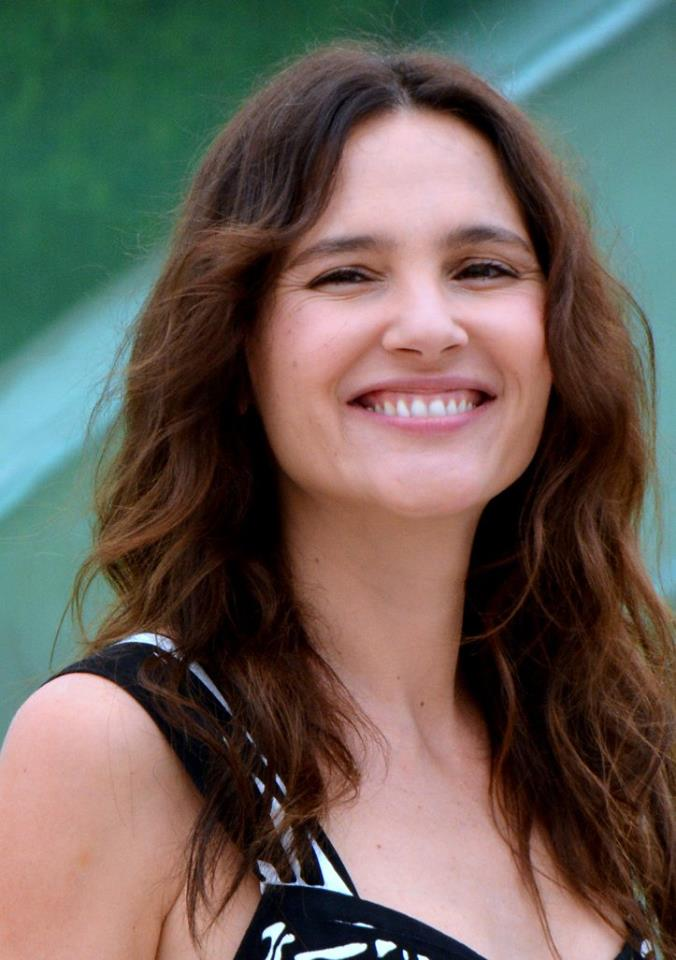
Virginie Ledoyen, membre du jury 2004
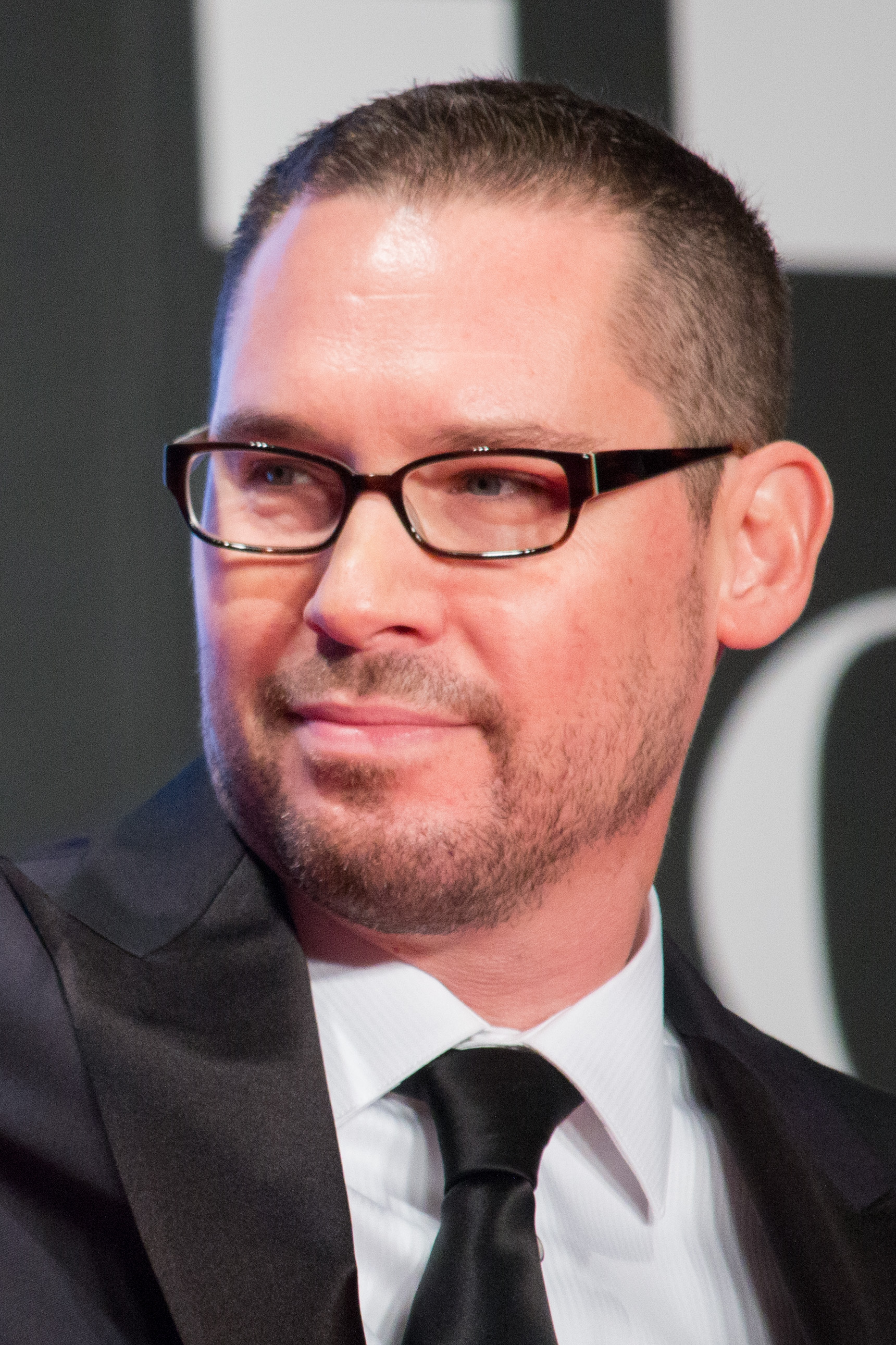
Bryan Singer, président du jury 2015
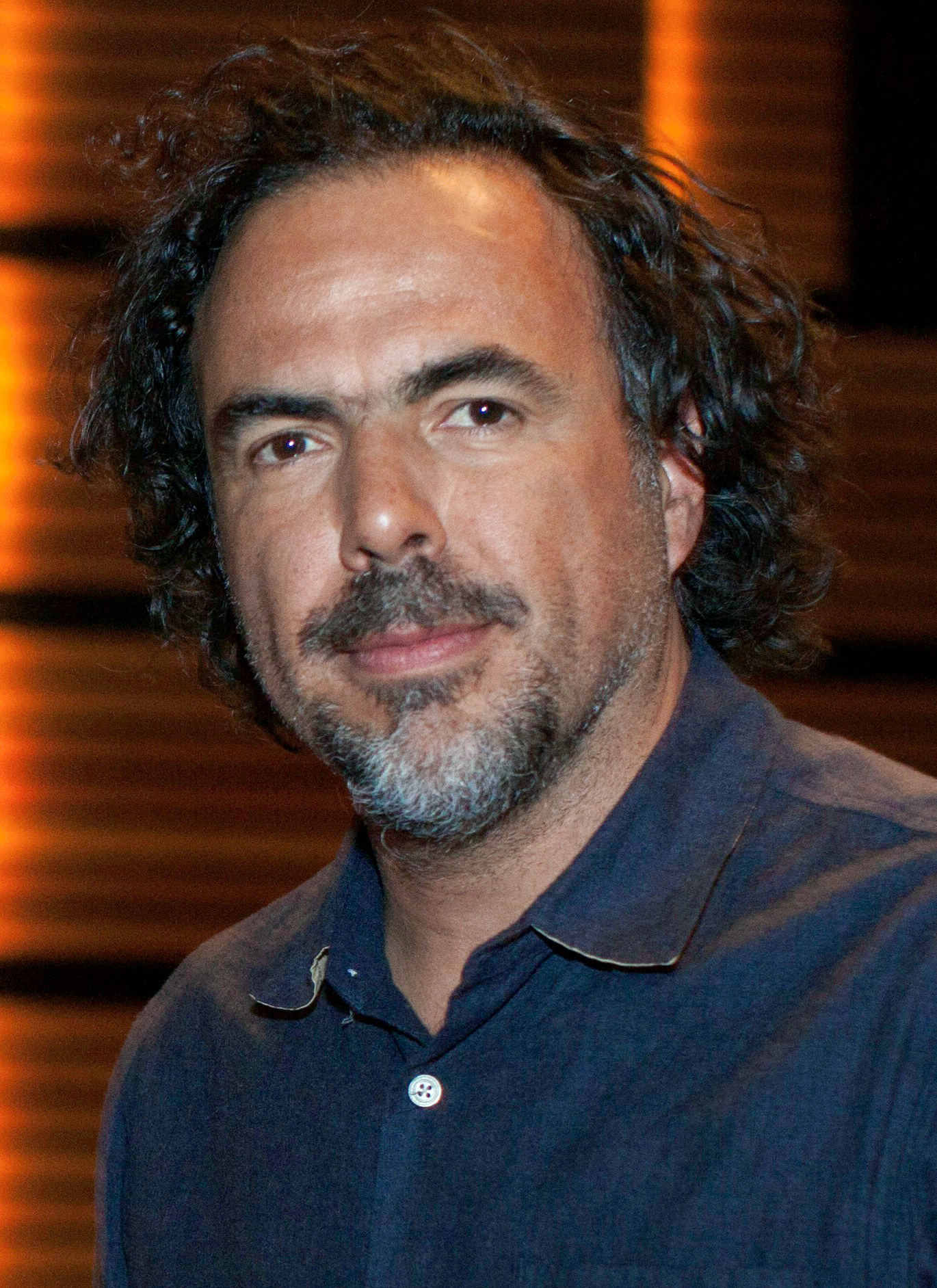
Alejandro González Iñárritu, président du jury 2009
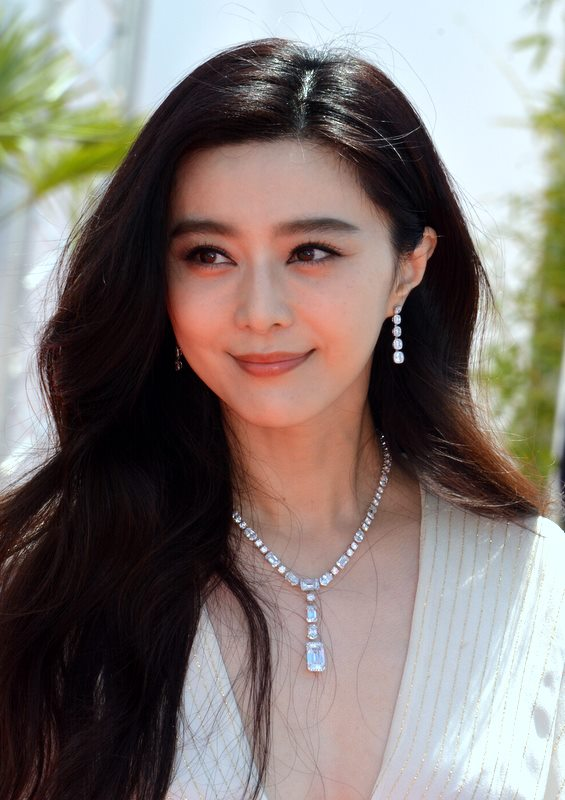
Fàn Bīngbīng, membre du jury 2011
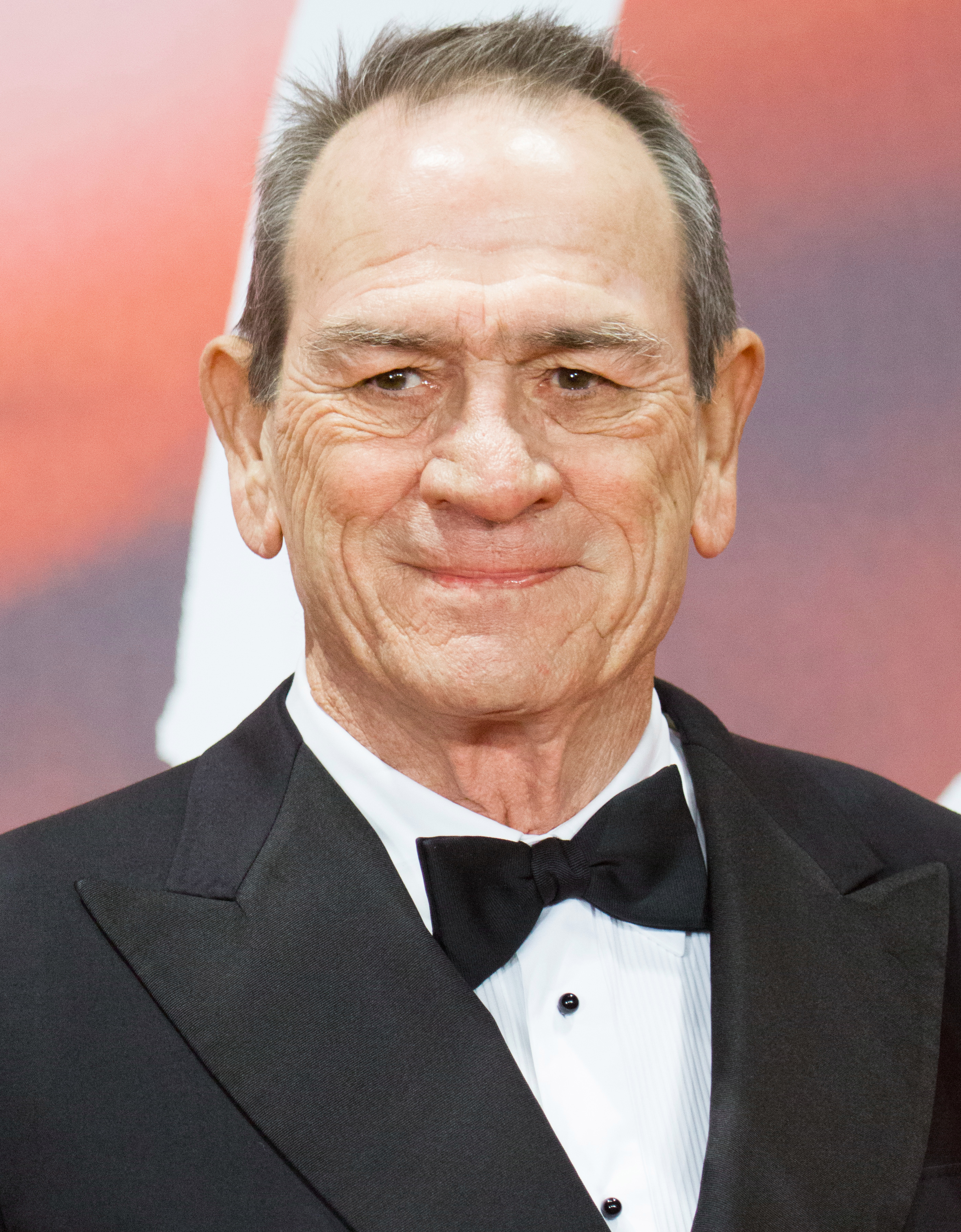
Tommy Lee Jones, président du jury 2017
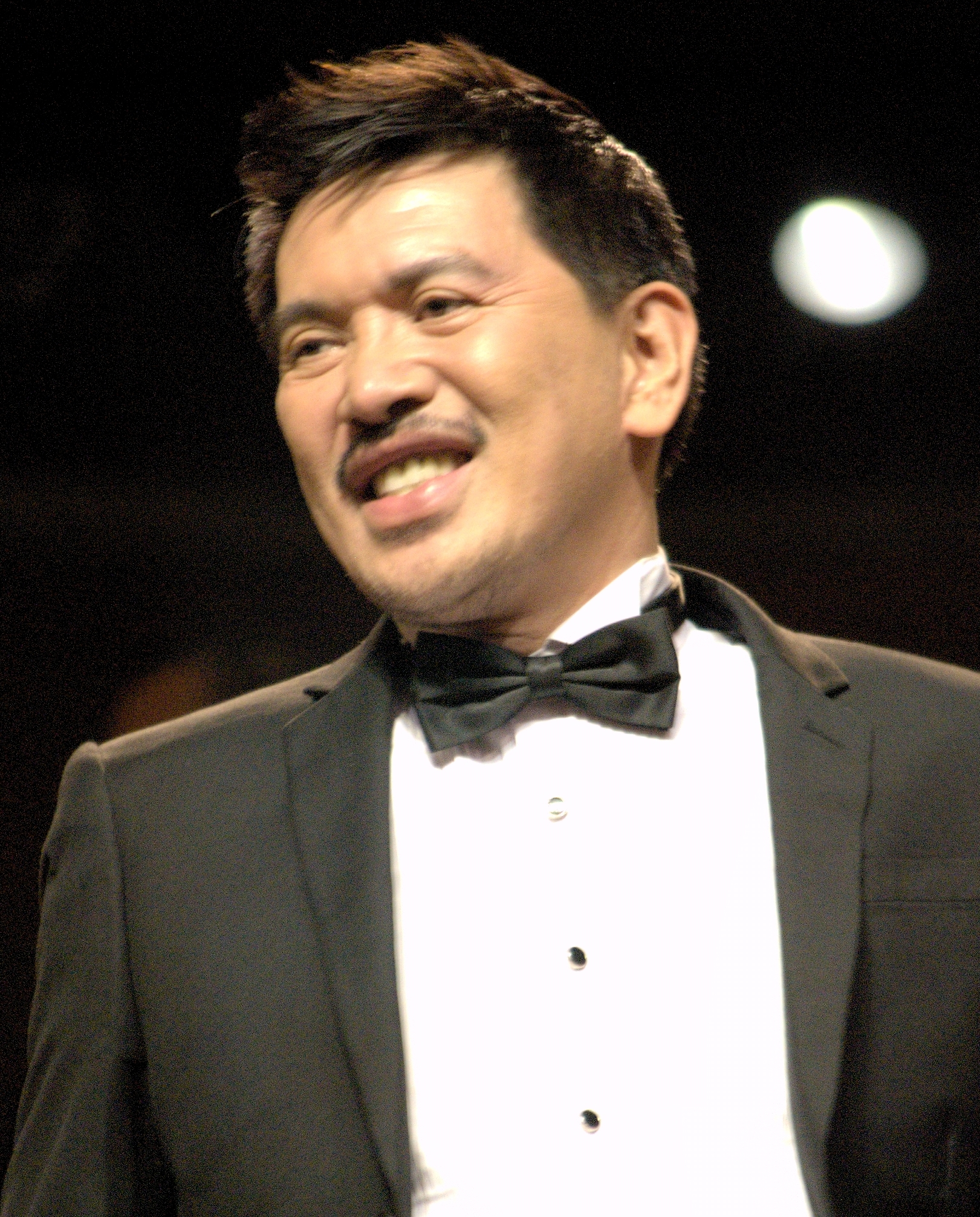
Brillante Mendoza, président du jury 2018

- 1985 : 1re édition
  - David Puttnam (Président du jury)
  - Milos Forman
  - Raymond Chow
  - Adrienne Mancia
  - Sonia Braga
  - Istvan Szabo
  - Bernardo Bertolucci
  - Shohei Imamura
- 1987 : 2e édition
  - Gregory Peck (Président du jury)
  - Alan Bergman
  - Claude Berri
  - Dyan Cannon
  - Alan Parker
  - Mrinal Sen
  - Karen Shakhnazarov
  - Masahiro Shinoda
  - Naoki Togawa
- 1989 : 3e édition
  - Yves Montand (Président du jury)
  - Ofelia Medina
  - Kang Soo-yeon
  - Theo Angelopoulos
  - Nikita Mikhalkov
  - Wu Tianming
  - Kevin Thomas
  - Toru Takemitsu
  - Tadao Sato
- 1991 : 4e édition
  - Lewis Gilbert (Président du jury)
  - Andrei S. Plakhov
  - Nathalie Baye
  - Xie Jin
  - Pierre Spengler
  - James B. Clark
  - Yukichi Shinada
- 1992 : 5e édition
  - Richard D. Zanuck (Président du jury)
  - Christopher Lee
  - John Hora (en)
  - Kim Soo-yong
  - Christopher Lambert
  - Marcel Martin
  - Keiko Kishi
- 1993 : 6e édition
  - Franco Zeffirelli (Président du jury)
  - Susan Strasberg
  - Philippe Carcassonne
  - Cherd Songsri
  - Kazuo Kasahara
- 1994 : 7e édition
  - Mike Medavoy (Président du jury)
  - Jeanne Moreau
  - Peter Weller
  - Vittorio Storaro
  - Masaru Sato
- 1995 : 8e édition
  - Hugh Hudson (Président du jury)
  - Mario Kassar
  - Yim Ho
  - Lalo Schifrin
  - Emi Wada
- 1996 : 9e édition
  - Serge Silberman (Président du jury)
  - Rebecca De Mornay
  - Christopher Hampton
  - Tian Zhuangzhuang
  - Yoshinobu Nishioka
- 1997 : 10e édition
  - Saul Zaentz (Président du jury)
  - Inna Tchourikova
  - Barbara Sukowa
  - Abbas Kiarostami
  - Kinji Fukasaku
- 1998 : 11e édition
  - Jeremy Thomas (Président du jury)
  - Idrissa Ouedraogo
  - Ademir Kenović
  - Xiaoqing Liu
  - Nobora Akiyama
- 1999 : 12e édition
  - Karel Reisz (Président du jury)
  - Keiko Matsuzaka
  - Julio Medem
  - Peter Aalbæk Jensen
  - Marilou Diaz-Abaya
- 2000 : 13e édition
  - Volker Schlöndorff (Président du jury)
  - Lawrence Bender
  - Michael Winterbottom
  - Michelle Reis
  - Teruyo Nogami
- 2001 : 14e édition
  - Norman Jewison (Président du jury)
  - Catherine Dussart
  - Joey Wong
  - Daniel Schmid
  - Yasuki Haman
- 2002 : 15e édition
  - Luc Besson (Président du jury)
  - Jack Cardiff
  - Kazuko Kurosawa
  - Chi-Ngai Lee
  - Park Chan-wook
- 2003 : 16e édition
  - Gong Li (Présidente du jury)
  - Irvin Kershner
  - Pen-Ek Ratanaruang
  - Takashige Ichise
  - Vincent Lecoeur
- 2004 : 17e édition
  - Yoji Yamada (Président du jury)
  - Lee Chang-dong
  - Piers Handling
  - Shekhar Kapur
  - Shiro Sasaki
  - Virginie Ledoyen
- 2006 : 19e édition
  - Jean-Pierre Jeunet (Président du jury)
  - Marco Müller
  - Youki Kudoh
  - William M. Mechanic
  - Garin Nugroho
  - Mitsuo Yanagimachi
- 2007 : 20e édition
  - Alan Ladd Jr. (Président du jury)
  - Serge Losique
  - Nicola Piovani
  - Wu Nien-jen
  - Kyoko Kagawa
  - Yasuo Furuhata
- 2008 : 21e édition
  - Jon Voight (Président du jury)
  - Michael Gruskoff
  - Huo Jianqi
  - Cesar Charlone
  - Fumi Dan
  - Koji Takada
- 2009 : 22e édition
  - Alejandro González Iñárritu (Président du jury)
  - Mieko Harada
  - Jerzy Skolimowski
  - Caroline Champetier
  - Yoo Ji Tae
  - Masamichi Matsumoto
- 2010 : 23e édition
  - Neil Jordan (Président du jury)
  - Judy Ongg
  - Domenico Procacci
  - Hur Jin-ho
  - Kichitaro Negishi
- 2011 : 24e édition
  - Edward R. Pressman (Président du jury)
  - Kees Kasander
  - Fan Bingbing
  - Masahiro Kobayashi
  - Reiko Kruk
- 2012 : 25e édition
  - Roger Corman (Président du jury)
  - Luc Roeg
  - Yōjirō Takita
  - Emanuele Crialese
  - Kyoko Heya
- 2013 : 26e édition
  - Chen Kaige (Président du jury)
  - Moon So-ri
  - Chris Brown
  - Chris Weitz
  - Shinobu Terajima
- 2014 : 27e édition
  - James Gunn (Président du jury)
  - John H. Lee
  - Robert Luketic
  - Eric Khoo
  - Debbie McWilliams
  - Hiroshi Shinagawa
- 2015 : 28e édition
  - Bryan Singer (Président du jury)
  - Tran Anh Hung
  - Bent Hamer
  - Nansun Shi
  - Susanne Bier
  - Kazuki Omori
- 2016 : 29e édition
  - Jean-Jacques Beineix (Président du jury)
  - Hideyuki Hirayama
  - Valerio Mastandrea
  - Nicole Rocklin
  - Mabel Cheung
- 2017 : 30e édition
  - Tommy Lee Jones (Président du jury)
  - Martin Provost
  - Reza Mirkarimi
  - Zhao Wei
  - Masatoshi Nagase
- 2018 : 31e édition
  - Brillante Mendoza (Président du jury)
  - Bryan Burk
  - Taraneh Allidousti
  - Stanley Kwan
  - Kaho Minami
- 2019 : 32e édition
  - Zhang Ziyi (Présidente du jury)
  - Bill Gerber
  - Julie Gayet
  - Michael Noer
  - Ryuichi Hiroki
- 2020 : 33e édition
  - Pas de jury en raison de la Pandémie de Covid-19 au Japon[3]
- 2021 : 34e édition
  - Isabelle Huppert (présidente du jury)
  - Aoyama Shinji
  - Chris Fujiwara
  - Lorna Tee
  - Sebu Hiroko
- 2022 : 35e édition
  - Julie Taymor (présidente du jury)
  - Shim Eun-kyung
  - João Pedro Rodrigues
  - Yanagijima Katsumi
  - Marie-Christine de Navacelle
- 2023 : 36e édition
  - Wim Wenders (président du jury)
  - Albert Serra
  - Kunizane Mizue
  - Tran Thi Bich Ngoc
  - Zhao Tao
- 2024 : 37e édition[4]
  - Tony Leung (président du jury)
  - Ildikó Enyedi
  - Hashimoto Ai
  - Chiara Mastroianni
  - Johnnie To

## Catégories en 2008
Catégories principales
- Competition
- Projections spéciales
- Vents d'Asie
- Cinéma Japonais-Un certain regard
- Cinéma du Monde
- Prix de la Terre TIFF (films en lien avec la nature et l'environnement)

Autres catégories (productions indépendantes)
- Animecs TIFF 2008
- Nippon Cinema Classics
- Cinema Vibration
- Special Program

## Principales récompenses
- Grand Prix Tokyo Sakura
- Prix spécial du jury
- Prix du meilleur réalisateur
- Prix du meilleur acteur
- Prix de la meilleure actrice
- Prix de la meilleure contribution artistique (Photographie, sons, directeur artistique, musique, Script)
- Prix du film asiatique

## Palmarès

### Grand Prix Sakura
| Année | Film                                           | Réalisateur                                    | Nationalité (à la sortie du film)              |
| ----- | ---------------------------------------------- | ---------------------------------------------- | ---------------------------------------------- |
| 1985  | Typhoon Club                                   | Shinji Sōmai                                   | Japon                                          |
| 1987  | Le Vieux puits                                 | Wu Tianming                                    | Chine                                          |
| 1989  | L'Été des roses blanches                       | Rajko Grlić                                    | Yougoslavie                                    |
| 1991  | City of Hope                                   | John Sayles                                    | États-Unis                                     |
| 1992  | White Badge                                    | Jeong Ji-yeong                                 | Corée du Sud                                   |
| 1993  | Le Cerf-volant bleu                            | Tian Zhuangzhuang                              | Chine                                          |
| 1994  | Quand le soleil devint froid (zh)              | Yim Ho                                         | Hong Kong                                      |
| 1995  | Non décerné                                    | Non décerné                                    | Non décerné                                    |
| 1996  | Kolya                                          | Jan Svěrák                                     | République tchèque                             |
| 1997  | Le Cercle parfait Au-delà du silence           | Ademir Kenović Caroline Link                   | Bosnie-Herzégovine Allemagne                   |
| 1998  | Ouvre les yeux                                 | Alejandro Amenábar                             | Espagne                                        |
| 1999  | Hei an zhi guang (zh)                          | Chang Tso-chi                                  | Taïwan                                         |
| 2000  | Amours chiennes                                | Alejandro González Iñárritu                    | Mexique                                        |
| 2001  | Slogans                                        | Gjergj Xhuvani                                 | Albanie                                        |
| 2002  | Broken Wings                                   | Nir Bergman                                    | Israël                                         |
| 2003  | Nuan (zh)                                      | Huo Jianqi                                     | Chine                                          |
| 2004  | Whisky                                         | Juan Pablo Rebella                             | Uruguay                                        |
| 2005  | Yuki ni negau koto (ja)                        | Kichitarō Negishi                              | Japon                                          |
| 2006  | OSS 117 : Le Caire, nid d'espions              | Michel Hazanavicius                            | France                                         |
| 2007  | La Visite de la fanfare                        | Eran Kolirin                                   | Israël                                         |
| 2008  | Tulpan                                         | Sergueï Dvortsevoy                             | Kazakhstan                                     |
| 2009  | Eastern Plays                                  | Kamen Kalev                                    | Bulgarie                                       |
| 2010  | La Grammaire intérieure (he)                   | Nir Bergman                                    | Israël                                         |
| 2011  | Intouchables                                   | Olivier Nakache et Éric Toledano               | France                                         |
| 2012  | Le Fils de l'autre                             | Lorraine Levy                                  | France                                         |
| 2013  | We Are the Best!                               | Lukas Moodysson                                | Suède                                          |
| 2014  | Mad Love in New York                           | Frères Safdie                                  | États-Unis                                     |
| 2015  | Nise, le cœur de la folie                      | Roberto Berliner (pt)                          | Brésil                                         |
| 2016  | Les Fleurs fanées                              | Chris Kraus                                    | Allemagne                                      |
| 2017  | La Particule humaine                           | Semih Kaplanoğlu                               | Turquie                                        |
| 2018  | Amanda                                         | Mikhael Hers                                   | France                                         |
| 2019  | Kris ou les Champs du cœur                     | Frelle Petersen (da)                           | Danemark                                       |
| 2020  | Non décerné pour cause de pandémie de Covid-19 | Non décerné pour cause de pandémie de Covid-19 | Non décerné pour cause de pandémie de Covid-19 |
| 2021  | Vera andrron detin (ca)                        | Kaltrina Krasniqi (ca)                         | Albanie                                        |
| 2022  | As bestas                                      | Rodrigo Sorogoyen                              | Espagne                                        |
| 2023  | Le Léopard des neiges                          | Pema Tseden                                    | Chine                                          |
| 2024  | Teki (ja)                                      | Daihachi Yoshida                               | Japon                                          |

### Lauréats du prix du meilleur réalisateur
- 2002 : Carlo Rola pour Sass
- 2003 : Chris Valentien pour Santa Smokes
- 2004 : Chan-sang Lim pour The President's Barber
- 2005 : Kichitaro Negishi pour Yuki ni negau koto (ja)
- 2006 : Jonathan Dayton et Valerie Faris pour Little Miss Sunshine
- 2007 : Peter Howitt pour Dangerous Parking (en)
- 2008 : Sergueï Dvortsevoï pour Tulpan
- 2009 : Kamen Kalev pour Eastern Plays
- 2010 : Nir Bergman pour La Grammaire intérieure (he)
- 2011 : Ruben Östlund pour Play
- 2012 : Lorraine Lévy pour Le Fils de l'autre
- 2013 : Benedikt Erlingsson pour Des chevaux et des hommes
- 2014 : Joshua Safdie et Ben Safdie pour Mad Love in New York
- 2015 : Mustafa Kara pour Cold of Kalandar

### Meilleurs acteurs
- 1987 : Zhang Yimou
- 1989 : Marlon Brando
- 1991 : Otar Megvinetoukhoutsesi (ru)
- 1992 : Max von Sydow
- 1993 : Masahiro Motoki
- 1994 : Niu Zhenhua
- 1995 : Non attribué
- 1996 : Zhu Xu (zh)
- 1997 : Kôji Yakusho
- 1998 : Brad Renfro
- 1999 : Carlos Álvarez-Nóvoa
- 2000 : Moussa Maaskri
- 2001 : Andrew Howard
- 2002 : Graham Greene
- 2003 : Teruyuki Kagawa
- 2004 : Oljas Noussoupbaïev
- 2005 : Kôichi Satô
- 2006 : Roy Dupuis
- 2007 : Damian Ul
- 2008 : Vincent Cassel
- 2009 : Christo Christov
- 2010 : Wang Qianyuan
- 2011 : François Cluzet et Omar Sy
- 2012 : Seo Yeong-joo
- 2013 : Wang Jingchun
- 2014 : Robert Więckiewicz
- 2015 : Roland Møller et Louis Hofmann
- 2016 : Paolo Ballesteros
- 2017 : Duan Yihong
- 2018 : Jesper Christensen
- 2019 : Navid Mohammadzadeh

### Meilleures actrices
- 1987 : Rachel Ward
- 1989 : Ielena Iakovleva
- 1991 : Zhao Lirong
- 1992 : Lumi Cavazos
- 1993 : Lü Liping
- 1994 : Debra Winger
- 1995 : Yasuko Tomita
- 1996 : Hildegunn Riise
- 1997 : Rene Liu et Tseng Jing
- 1998 : Maki Miyamoto
- 1999 : María Galiana
- 2000 : Jennifer Jason Leigh
- 2001 : Luiza Xhuvani
- 2002 : Donatella Finocchiaro
- 2003 : Shinobu Terajima et Khristy Jean Hulslander
- 2004 : Mirella Pascual
- 2005 : Helena Bonham Carter
- 2006 : Abigail Breslin
- 2007 : Shefali Shah
- 2008 : Félicité Wouassi
- 2009 : Julie Gayet
- 2010 : Fan Bingbing
- 2011 : Glenn Close
- 2012 : Neslihan Atagül
- 2013 : Eugene Domingo
- 2014 : Rie Miyazawa
- 2015 : Glória Pires (Nise, le cœur de la folie)
- 2016 : Lene Cecilia Sparrok (Sami, une jeunesse en Laponie)
- 2017 : Adeline d'Hermy (Maryline)
- 2018 : Pina Turco (Il vizio della speranza)
- 2019 : Nadia Tereszkiewicz (Seules les bêtes)